# لشکر سوم زرهی (عراق)
لشکر ۳ زرهی عراق (انگلیسی: 3rd Division) یا لشکر صلاح‌الدین لشکر پیاده‌نظام موتوریزه و زرهی زیرمجموعه نیروی زمینی عراق است، که در سال ۱۹۳۰ تأسیس شد. لشکر ۳ زرهی در خلال جنگ ایران و عراق از یگان‌های فعال نیروی زمینی عراق بود و در نبرد خرمشهر، عملیات طریق‌القدس و عملیات بیت‌المقدس شرکت داشت. ستاد فرماندهی لشکر ۳ زرهی در شهر موصل قرار دارد. این لشکر همچنین در جنگ شش‌روزه، جنگ یوم کیپور، جنگ خلیج فارس، جنگ داخلی کردستان عراق، تهاجم به عراق در سال ۲۰۰۳ و جنگ عراق نیز به‌عنوان یگان عمل‌کننده در نبرد شرکت داشت.

## تاریخچه
پیش از انحلال در سال ۲۰۰۳، لشکر سوم قبلی یکی از چهار لشکر اصلی ارتش عراق بود که در سال ۱۹۴۱ در طول جنگ انگلیس و عراق فعال بود. قابل توجه‌ترین فعالیت این لشکر در جنگ در ۲۲ مه رخ داد، زمانی که تیپ ۶ پیاده‌نظام این لشکر یک ضد حمله علیه نیروهای بریتانیایی در فلوجه انجام داد که دفع شد.
در ژوئیه ۱۹۵۸، عناصری از این لشکر در کودتای ۱۹۵۸ عراق، دولت عراق را سرنگون کردند و عبدالکریم قاسم، فرمانده تیپ ۲۰ پیاده‌نظام (یا تیپ زرهی) که در نزدیکی بعقوبه، مبتکر کودتا، مستقر بود، این کودتا را رهبری کرد. با این حال، سرنگونی واقعی توسط یک فرمانده گردان، عبدالسلام عارف، در تیپ ۱۹ پیاده‌نظام، رهبری شد.
در دهه‌های ۱۹۵۰ یا ۱۹۶۰، این لشکر به لشکر ۳ زرهی تبدیل شد که در جنگ شش روزه ۱۹۶۷ مستقر شد. مشارکت عراق در جنگ شش روزه محدود بود، عمدتاً به دلیل واکنش کند لشکر سوم زرهی که در شرق اردن مستقر بود. لشکر سوم زرهی قبل از توقف عملیات اردنی‌ها، خود را سازماندهی نکرد و به خط مقدم نرسید. بعداً در جریان وقایع سپتامبر سیاه در اردن، در سال ۱۹۷۰، این لشکر هنوز در شمال شرقی اردن مستقر بود. اگرچه اردنی‌ها برای دفع حمله سوریه به نیرو نیاز داشتند، اما مجبور بودند تیپ ۹۹ لشکر سوم زرهی خود را از درگیری دور نگه دارند تا بتوانند لشکر عراق را زیر نظر داشته باشند.
لشکر سوم زرهی بعداً در جنگ یوم کیپور، تحت فرماندهی سرتیپ لفته و عبدالجواد ذنون، به خدمت گرفته شد و در کنار تیپ ۴۰ زرهی اردن مستقر شد. در آن زمان، «این لشکر واحد نخبه ارتش بود و افسران عراقی مشتاقانه برای حضور در آن رقابت می‌کردند.» این لشکر در طول جنگ تلفات سنگینی متحمل شد و بیش از ۱۵۷ تانک، ۲۷۸ کشته و ۸۹۸ زخمی از دست داد. تیپ ۸ مکانیزه در ۱۳ اکتبر در کمین چهار تیپ زرهی اسرائیلی در تل شعر، بین مسخاره و ناسج، کاملاً نابود شد.
این لشکر بعداً در جنگ ایران و عراق جنگید. تانک‌ها و واحدهای مکانیزه لشکر سوم زرهی در ۳۰ سپتامبر ۱۹۸۰، در مراحل آغازین اولین نبرد برای شهر، وارد خرمشهر شدند. یک نیرو برای اشغال منطقه کشتارگاه، دیگری برای تصرف ایستگاه راه‌آهن و دیگری برای تأمین امنیت پادگان دژ در منطقه طالقانی وارد عمل شدند. سپاه پاسداران انقلاب اسلامی با سلاح‌های سبک، نارنجک‌های راکتی و کوکتل مولوتف منتظر عراقی‌ها بود. در حومه شهر بود که حمله عراقی‌ها با برخورد به تانک‌های چیفتن لشکر ۹۲ زرهی نیروی زمینی ارتش ایران متوقف شد. ضدحملات محلی تیم‌های ضدتانک سپاه پاسداران و نیروهای مردمی، یگان‌های عراقی را در چندین نقطه به عقب راند. گزارش‌های بعدی حاکی از درگیری‌های داخلی بین واحدهای عراقی بود که نشانه‌ای از ضعف سربازان وظیفه آموزش ندیده بود. وزن خالص تانک‌های عراقی در برابر تیم‌های ضدتانک مؤثر بود، اما وقتی با زره‌پوش‌های ایرانی مواجه شدند، حملات را به‌طور ناگهانی متوقف کردند. پس از نبردهای شدید، عراقی‌ها برای مدت کوتاهی، منطقه کشتارگاه و ایستگاه راه‌آهن را اشغال کردند، اما به مواضع قبلی خود در حومه شهر عقب رانده شدند. در سال‌های بعدی جنگ، سرتیپ جواد اسعد، فرمانده لشکر، از جمله فرماندهانی بود که به دلیل تلفات سنگین در عملیات بیت‌المقدس که توسط ایران آغاز شده بود، توسط صدام حسین اعدام شد.
این لشکر همچنین در جنگ خلیج فارس، عملیات‌های دهه ۱۹۹۰ و حمله به عراق در سال ۲۰۰۳ جنگید. درست قبل از جنگ عراق، این لشکر بخشی از سپاه دوم، در مرز ایران بود. این لشکر شامل تیپ ۶ زرهی، تیپ ۱۲ زرهی و تیپ ۸ مکانیزه بود. این لشکر زمانی که نیروهای مسلح عراق رسماً توسط دستور شماره ۲ اداره موقت ائتلاف منحل شدند، منحل گردید.